# Ponton

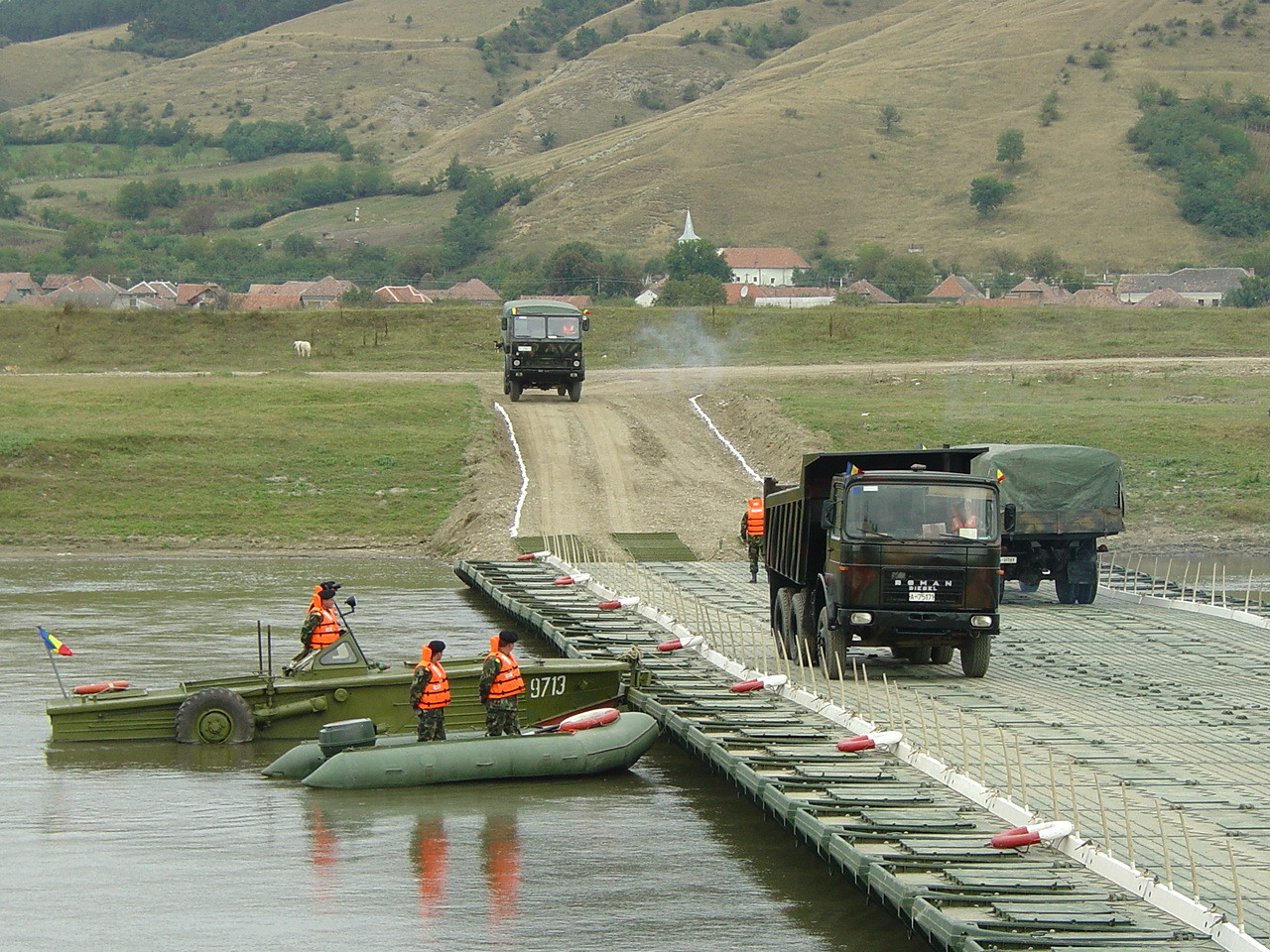
Pod de pontoane

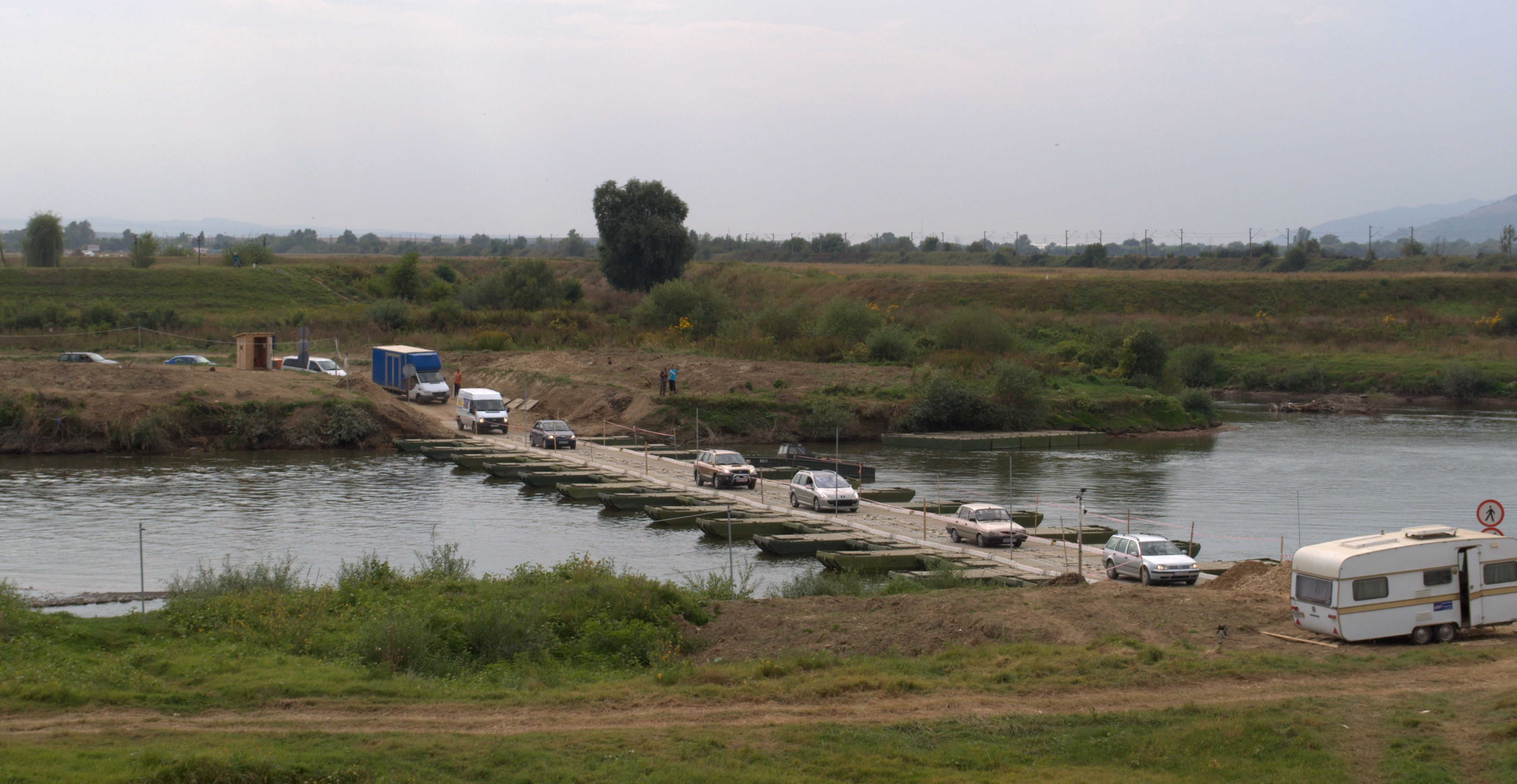
Pod de pontoane peste Mureș în județul Hunedoara (septembrie 2010)

Un ponton este o construcție plutitoare metalică, din lemn sau compozit, cu fundul plat, puntea plană (fără selatură), cu secțiunea transversală dreptunghiulară. Este de regulă nepropulsat. Se utilizează ca platformă la încărcarea și descărcarea navelor care nu operează la cheu. Dotat cu gruie sau macarale se folosește la lucrări hidrotehnice. 
Un ponton de transport (bac) este un mijloc plutitor portuar cu punte platformă, folosit pentru transportul mărfurilor de la navă la cheu și invers. Deși nu are mijloace de propulsie, totuși în unele țări este considerat ca navă din punct de vedere juridic. 